# Georg Salvamoser

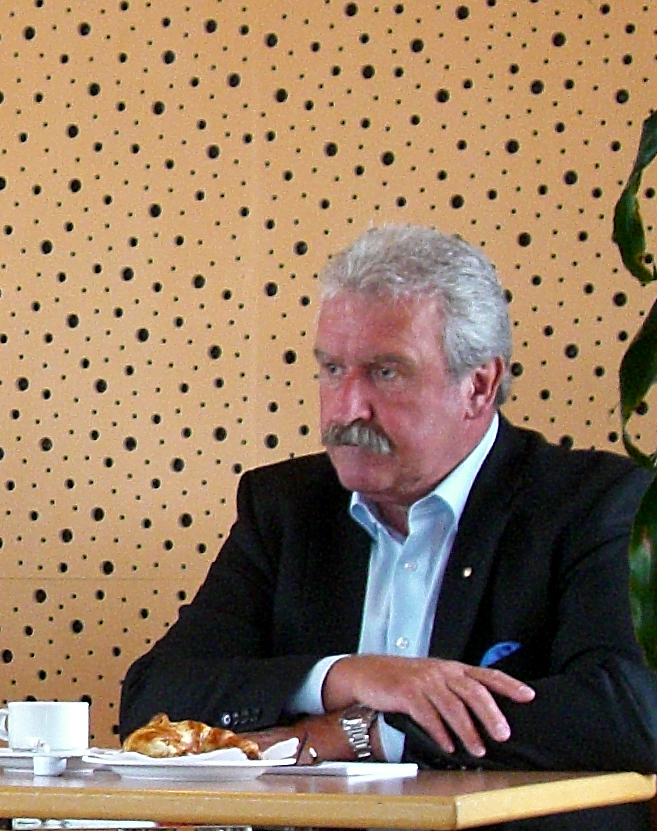
Georg Salvamoser (2009)

Georg Salvamoser (* 2. Februar 1950 in Garmisch-Partenkirchen; † 21. September 2009 in Freiburg im Breisgau) war ein deutscher Unternehmer, einer der Pioniere der deutschen Solarenergiebranche.

## Leben
Nach dem Realschulabschluss und einem Studium der Wirtschaftsinformatik auf dem Zweiten Bildungsweg arbeitete er zunächst bei Kawasaki Motors, der Schokoladenfabrik Gubor und elf Jahre als kaufmännischer Werkleiter des Fertighausunternehmens OKAL. 1991 machte er sich in Freiburg im Breisgau – zusammen mit seiner Frau und unterstützt von Alfred T. Ritter, dem Enkel des Schokoladenherstellers Alfred Ritter (Ritter Sport) – mit dem Kapital aus dem Verkauf seines Hauses selbstständig und gründete einen Handwerksbetrieb zur Montage von Solarstromanlagen, die Solar-Energie-Systeme GmbH (SES). Durch deren wirtschaftlichen Erfolg konnte er 1998 darauf aufbauend, ebenfalls in Freiburg, die S.A.G. Solarstrom AG gründen, die Solarstromanlagen finanzierte, baute und betrieb. Im Mai 1996 gründete Salvamoser, wiederum in Freiburg, den ersten konzernunabhängigen Herstellungsbetrieb für Solarstrom-Module in Deutschland, die Solar-Fabrik. Die Finanzierung wurde unterstützt durch über 100 stille Gesellschafter, das Know-how erlangte Salvamoser durch Kooperation mit der US-amerikanischen Spire Corporation. Salvamoser baute die als GmbH gegründete Solar-Fabrik ohne jede öffentliche Subvention zu einer international und entlang der gesamten Wertschöpfungskette tätigen, seit 2002 an der Börse notierten Aktiengesellschaft auf. Bis Ende 2006 war er Vorstandsvorsitzender des Unternehmens, dessen Betrieb zum 30. Juni 2015 eingestellt wurde. Zuletzt war Salvamoser Inhaber und Geschäftsführer einer international tätigen Unternehmensberatung für erneuerbare Energien mit Sitz in Freiburg.
Außerdem gründete Salvamoser mehrere Organisationen und Institutionen im Bereich erneuerbare Energien. Von November 2007 bis zu seinem Tode war Salvamoser Präsident des Bundesverbandes Solarwirtschaft (BSW-Solar).
2010 gründete Salvamosers Ehefrau Maria die Georg-Salvamoser-Stiftung. Mit der Ausschreibung des Georg Salvamoser Preises verfolgte die Stiftung das Ziel einer 100%-Versorgung mit erneuerbaren Energien. Die Stiftung wurde zum Zeitpunkt ihrer Gründung mit 120.000 Euro ausgestattet. Nach zehn Jahren und sieben Auslobungsrunden endete am 21. März 2021 das Projekt Georg Salvamoser Preis.
2013 wurde das Technologiezentrum Freiburg (TZF) nach Salvamoser benannt.

## Auszeichnungen
- 1996: zusammen mit der Solar-Fabrik ausgezeichnet beim bundesweiten Wettbewerb „Photovoltaik in Gebäuden“ des Bundesministers für Bildung und Forschung in Zusammenarbeit mit dem Bund Deutscher Architekten
- 1997: Eurosolar-Preis 1997
- 1998: Umweltpreis der Bundesstiftung Umwelt für Leistungen in der Photovoltaik[6]
- 1999: Preisträger beim Energy Globe Award
- 2000: Salvamosers Solar-Fabrik ist Leitprojekt des weltweiten Expo-2000-Exponats „Solarregion Freiburg“ und der Deutschen Bundesstiftung Umwelt; im Rahmen der „Ideenwerkstatt Deutschland“, einer Sammlung von Porträtbüsten innovativer und herausragender deutscher Persönlichkeiten im Deutschen Pavillon der Expo 2000, wird auch Georg Salvamoser als vorbildlicher Unternehmer gezeigt
- 2003 und 2005: Finalist beim Wettbewerb Entrepreneur des Jahres
- 2007: Wirtschaftsmedaille des Landes Baden-Württemberg